# Elie Ferzli
Elie Nadżib Ferzli (ur. 22 listopada 1949 w Zahli) – libański polityk, prawnik i dziennikarz, prawosławny chrześcijanin. W 1991 r. został mianowany deputowanym libańskiego parlamentu z okręgu Zahla. Był wybierany również w wyborach patrlamentarnych w latach 1992, 1996 oraz 2000, reprezentując okręg Zachodnie Bekaa-Raszaja. W latach 1992–2004 pełnił funkcję wiceprzewodniczącego Zgromadzenia Narodowego. W 2004 r. wszedł w skład rządu Omara Karamiego jako minister informacji.